# 劉漢宏
劉漢宏（？—886年），唐末山东兖州人。
早年是地痞无赖，后來擔任兖州小吏，唐僖宗时奉命討伐王仙芝，刘汉宏反投奔王仙芝。乾符末年攻略江陵，都统王铎以大将崔锴讨之，刘汉宏投降，被任为宿州刺史。王铎让刘汉宏留守江陵，刘汉宏却烧城而去。王铎让他接任浙东观察使。
黃巢入長安，唐僖宗亡命蜀中，劉漢宏向僖宗进贡，唐僖宗特旨以漢宏为义胜军节度使。官至浙東觀察使。刘汉宏嘗自言：“天下方乱，卯金刀非吾尚谁哉？”中和二年（882年），劉漢宏下令其弟劉漢宥屯兵于西陵（今萧山西北），攻击杭州刺史董昌，董昌命钱镠领兵三千，两渡钱江杀入大营，大挫汉宏，钱镠又在诸暨、萧山大败刘汉宏。中和三年（883年），劉漢宏率军屯于黄岭，再攻董昌，又被擊敗。中和四年，唐僖宗派宦官焦居璠为杭越通和使，要董昌和劉漢宏罢兵和解。劉漢宏仍不斷騷擾浙西，光启二年（886年），董昌下令錢鏐直捣越州（今浙江绍兴），击破汉宏的大将曹公汶，進駐丰山。刘汉宏率殘眾六百人走保台州（今浙江台州），錢鏐斩其母、妻等家眷，台州守将杜雄知不敵，生擒刘汉宏献于董昌。董昌下令將其斩首。刘汉宏说：“自古以来有不亡之国吗？”叱责刽子手：“我是节度使，不是庸人可以斩的。我曾梦见有人持金杀我，必是钱镠。”于是董昌命钱镠斩杀之。